# دده باغ تپه سی
دده باغ تپه سی مربوط به عصر آهن است و در شهرستان بیله‌سوار، بخش قشلاق دشت، دهستان قشلاق جنوبی، روستای شورگل واقع شده و این اثر در تاریخ ۱۲ شهریور ۱۳۸۶ با شمارهٔ ثبت ۱۹۴۴۴ به‌عنوان یکی از آثار ملی ایران به ثبت رسیده است.